# 황남대총

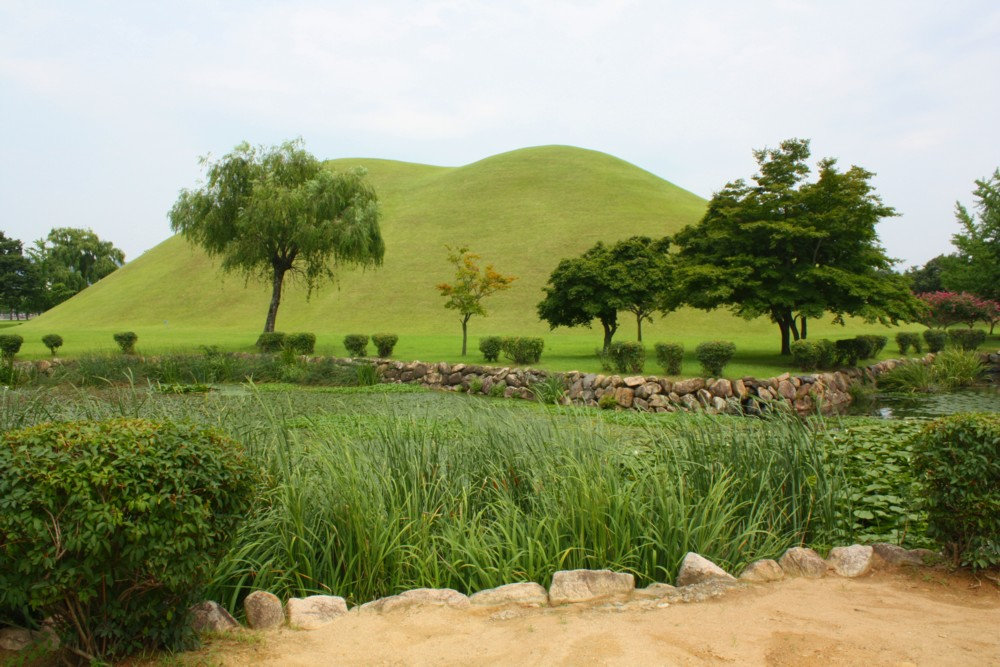
황남대총

황남대총(皇南大塚)은 대한민국 경상북도 경주시 황남동에 있는 신라 내물왕, 실성왕, 눌지왕, 자비왕의 왕릉으로 추정되는 고분이다. 경주 98호분이라고도 한다. 경주시일대에서 최대 규모의 고분으로 1973년에서 1975년까지 발굴을 벌여 많은 유물이 출토되었다. 북쪽과 남쪽 2개의 무덤이 있다. 북분에는 여성이 묻혀 있고 남분에는 남성이 묻혀 있다.

## 출토 유물

### 국보
- 황남대총 북분 금관 - 국보 제191호, 국립중앙박물관 소장
- 황남대총 북분 금제 허리띠 - 국보 제192호, 국립중앙박물관 소장
- 경주 98호 남분 유리병 및 잔 - 국보 제193호, 국립중앙박물관 소장
- 황남대총 남분 금목걸이 - 국보 제194호, 국립중앙박물관 소장

### 보물
- 황남대총 북분 금팔찌 및 금반지 - 보물 제623호, 국립경주박물관 소장
- 황남대총 북분 유리잔 - 보물 제624호, 국립중앙박물관 소장
- 황남대총 북분 은제 관식 - 보물 제625호, 국립경주박물관 소장
- 황남대총 북분 금제 고배 - 보물 제626호, 국립경주박물관 소장
- 황남대총 북분 은잔 - 보물 제627호, 국립중앙박물관 소장
- 황남대총 북분 금은제 그릇 일괄 - 보물 제628호, 국립경주박물관, 국립중앙박물관 소장
- 황남대총 남분 금제 허리띠 - 보물 제629호, 국립중앙박물관 소장
- 황남대총 남분 금제 관식 - 보물 제630호, 국립중앙박물관 소장
- 황남대총 남분 은관 - 보물 제631호, 국립경주박물관 소장
- 황남대총 남분 은제 팔뚝가리개 - 보물 제632호, 국립경주박물관 소장